# Jolanta Choińska-Mika
Jolanta Choińska-Mika (ur. 3 maja 1957 w Warszawie) – polska historyk, doktor habilitowany nauk humanistycznych, profesor nadzwyczajny Uniwersytetu Warszawskiego, prorektor Uniwersytetu Warszawskiego ds. studentów i jakości kształcenia w kadencji 2016–2020.

## Życiorys
Uczęszczała do VI Liceum Ogólnokształcącego im. Tadeusza Reytana w Warszawie, w którym zdała maturę. W 1980 ukończyła studia w Instytucie Historycznym Uniwersytetu Warszawskiego, gdzie została zatrudniona jako asystent stażysta. Zajmowała następnie stanowiska asystenta i starszego asystenta. Po uzyskaniu w 1991 stopnia naukowego doktora nauk humanistycznych została adiunktem w macierzystym instytucie. W 2004 na podstawie dorobku naukowego oraz rozprawy habilitacyjnej uzyskała stopień doktora habilitowanego nauk humanistycznych. W 2009 została profesorem nadzwyczajnym Uniwersytetu Warszawskiego. W latach 2005–2012 pełniła funkcję zastępcy dyrektora Instytutu Historycznego UW ds. studenckich. W 2016 została wybrana prorektorem Uniwersytetu Warszawskiego ds. studentów i jakości kształcenia na lata 2016–2020.

## Członkostwo w korporacjach naukowych
- Polskie Towarzystwo Historyczne
- International Commission for the History of Representative and Parliamentary Institutions[4]

## Ważniejsze publikacje
- Encyklopedyczny słownik historii Polski, Warszawa 1996 (wyd. II Warszawa 1998 – współautorka)

- Sejmiki mazowieckie w dobie Wazów, Warszawa 1998
- Między społeczeństwem szlacheckim a władzą. Problemy komunikacji: społeczności lokalne – władza w epoce Jana Kazimierza, Warszawa 2002[4]
- Słownik historii Polski, Warszawa 2010 (współautorka)
- Konfederacja warszawska. Trudne dzieje obywatelskiego kompromisu, Warszawa 2024